# Phia Berghout
Sophia Rosa (Phia) Berghout (née à Rotterdam, le 14 décembre 1909 - décédée à Doorn, 22 mars 1993) est une harpiste néerlandaise. 
Phia Berghout a étudié avec Rosa Spier. Elle a fait partie de l'Orchestre du Concertgebouw à partir de 1933, et a occupé de 1945 à 1961 le poste de harpiste solo. Phia Berg est l'une des harpistes les plus célèbres du monde. Elle a été l'une des initiatrices de la manifestation la Semaine de la harpe, qui est devenue plus tard le World Harp Congress.